# Candaba
Candaba ist eine philippinische Stadtgemeinde in der Provinz Pampanga, in der Verwaltungsregion III, Central Luzon. Nach dem Zensus von 2015 hatte Candaba 111.586 Einwohner, die in 33 Barangays lebten. Sie wird als Gemeinde der ersten Einkommensklasse auf den Philippinen und als teilweise urbanisiert eingestuft.
Candabas Nachbargemeinden sind Santa Ana und San Luis im Westen, Cabiao im Norden, Baliuag im Süden, San Ildefonso und San Miguel im Osten. Die Topographie der Stadt ist gekennzeichnet durch Flachländer. Der östliche Teil der Gemeinde liegt in einer Senke, in der sich die Candaba-Flussmarschen ausbreiten, ein weltweit unter Ornithologen bekanntes Gebiet.

## Baranggays
| - Bahay Pare - Bambang - Barangca - Barit - Buas (Pob.) - Cuayang Bugtong - Dalayap - Dulong Ilog - Gulap - Lanang - Lourdes | - Magumbali - Mandasig - Mandili - Mangga - Mapaniqui - Paligui - Pangclara - Pansinao - Paralaya (Pob.) - Pasig - Pescadores (Pob.) | - Pulong Gubat - Pulong Palazan - Salapungan - San Agustin (Pob.) - Santo Rosario - Tagulod - Talang - Tenejero - Vizal San Pablo - Vizal Santo Cristo - Vizal Santo Niño |

## Persönlichkeiten
- Severino Pelayo (1934–1995), römisch-katholischer Geistlicher, Militärbischof der Philippinen

## Weblink
- Informationen der Philippine Statistics Authority über Candaba